# The Sandpipers
The Sandpipers was een Amerikaans folk-pop trio dat in de tweede helft van de jaren 1960 een aantal easy listening hits behaalde. De groep werd gekenmerkt door luchtige, lichte harmonieën, die zweefden boven delicate strijkarrangementen en een woordloze, vrouwelijke begeleidende stem die in en uit de muziek zweefde.

## Bezetting
- James Brady[2] (* 24 augustus 1944 in Los Angeles)
- Michael Piano[3] (* 26 oktober 1944 in Rochester)
- Richard Shoff[4] (* 30 april 1944 in Seattle)

## Geschiedenis
Alle leden waren afkomstig van het Mitchell Boys Choir uit Los Angeles. Begin jaren 1960 formeerden ze de band The Grads en namen een aantal platen op, maar die waren allemaal niet succesvol. Vervolgens werden ze gecontracteerd door Herb Alpert en medio 1966 scoorden ze hun grootste hit met hun versie van het Cubaanse nummer Guantanamera. Het nummer plaatste zich zowel in de Verenigde Staten als in het Verenigd Koninkrijk in de top 10 van de hitlijsten en was ook hun enige succes in Duitsland. Hal Blaine begeleidde de band op drums. In de daaropvolgende jaren verschenen twee albums in het Spaans: Spanish Album (1969) en Spanish Album Volume 2 (1970). Het trio scoorde in 1970 opnieuw een hit met het nummer Come Saturday Morning, dat ze samen met Liza Minnelli opnamen voor de speelfilm The Sterile Cuckoo. Na een paar jaar zonder een nieuwe lp verscheen in 1977 het comebackalbum Overdue, dat echter geen groot succes kende. Exclusief in de Filipijnen werd Ay, Ay, Ay, Manilla! datzelfde jaar uitgebracht, dat op de markt werd gebracht met de toevoeging 'het eerste Tagalog-album van een internationale groep'. Hoewel er in de daaropvolgende jaren geen hitnummers waren, bleef de band jarenlang grotere concertzalen in heel Amerika vullen.

## Discografie

### Singles
- 1966:	Guantanamera
- 1966: Louie, Louie
- 1968:	Quando M'Innamoro (A Man Without Love)
- 1969:	Kumbaya
- 1969: Come Saturday Morning
- 1970:	Free To Carry On
- 1976:	Hang On Sloopy

### Albums
- 1966: Guantanamera
- 1967: The Wonder Of You
- 1977: Overdue

### NPO Radio 2 Top 2000
Van The Sandpipers stond alleen Guantanamera in 1999 in de NPO Radio 2 Top 2000, op plek 1389.